# Di Hoà Viên (phim 2006)
Di Hoà Viên (giản thể: 颐和园; phồn thể: 頤和園; bính âm: Yíhé Yuán; tiếng Anh: Summer Palace) là một bộ phim điện ảnh của Trung Quốc công chiếu năm 2006 và là phim điện ảnh thứ 4 của đạo diễn Lâu Diệp. Đây là một thành phẩm hợp tác sản xuất của Pháp-Trung Quốc với sự tham gia của các đơn vị Dream Factory, Laurel Films, Fantasy Pictures và Rosem Films của Sylvain Bursztejn. Tác phẩm được sản xuất liên kết với Bộ Văn hóa, Bộ Ngoại giao và Trung tâm Điện ảnh Quốc gia (CNC) của Pháp.
Bộ phim kể về một cô sinh viên trẻ (do Hác Lôi đóng) rời quê hương nhỏ của mình để theo học tại "Đại học Bắc Khánh" (trường hư cấu nhằm tỏ lòng kính trọng tới Đại học Bắc Kinh). Tại đó cô gặp gỡ bạn học đồng hương và bắt đầu một mối quan hệ tình ái mãnh liệt giữa thời buổi diễn ra cuộc biểu tình ở Thiên An Môn năm 1989. Bộ phim cũng kể về sự vỡ mộng của những cô cậu thiếu niên mơ mộng sau vụ đàn áp và theo bước họ xuyên suốt từ thập niên 1990 sang thập niên 2000. Tựa phim được đặt theo công trình Di Hoà Viên nằm ở Bắc Kinh.
Đây là bộ phim đầu tiên từ Trung Quốc Đại lục có cảnh người lớn khỏa thân toàn bộ mặt trước ở cả vai nữ và nam chính, mặc dù những bộ phim ra đời trước đó như Tiểu Võ (1998), Lam Vũ (2001), Lục mạo tử (2003), và Tinh tinh tương hấp tích (2004), có cảnh người lớn khỏa thân toàn bộ mặt trước ở nam giới. Những cảnh nóng và thông điệp chính trị ngầm cài cắm trong Di Hoà Viên đã làm cho bộ phim hứng chịu tranh cãi lớn ở Trung Quốc, dẫn đến đạo diễn Lâu Diệp và các nhà sản xuất của ông vướng vào hiềm khích với Tổng cục Quảng bá Phát thanh Truyền hình Quốc gia Trung Quốc (SARFT). Sau khi Di Hoà Viên được trình chiếu tại Liên hoan phim Cannes 2006 mà không có sự đồng ý của chính phủ, tác phẩm đã bị cấm chiếu tại Trung Quốc Đại lục, còn các nhà làm phim thì chính thức bị kiểm duyệt.

## Nội dung
Lấy bối cảnh ở nhiều thành phố với thời gian hơn một thập kỷ, Di Hoà Viên kể về Dư Hồng (do Hác Lôi đóng), một thiếu nữ trẻ đến từ thành phố giáp biên giới Đồ Môn được nhận vào học tại Đại học Bắc Khánh (cái tên gợi đến Đại học Bắc Kinh hoặc Đại học Thanh Hoa). Ở trường, Dư Hồng gặp người bạn thân Lý Đề (do Hồ Linh đóng) và Châu Vỹ (do Quách Hiểu Đông đóng), bạn trai thời đại học và tình yêu của đời cô. Bộ phim được chia làm hai phần. Phần thứ nhất bắt đầu vào cuối thập niên 1980 (phụ đề cho khán giả biết về địa điểm và năm ở nhiều thời điểm trong phim), khi Dư nhập học. Bất chấp hoàn cảnh sống chật chội, cô đơn và bị cô lập, sau cùng Dư Hồng kết bạn với bạn học Lý Đề, rồi được cô bạn giới thiệu Nhược Cổ (do Trương Hiếu Dân đóng) và bạn của anh là Châu Vỹ. Dư Hồng và Châu Vỹ bắt đầu một mối tình nồng nàn nhưng bất định ngay khi các thế lực chính trị tiến về Quảng trường Thiên An Môn.
Tiếp đó hai sự kiện làm khép lại nửa đầu bộ phim: Đầu tiên, Châu Vỹ nổi giận vì ghen và cảm xúc bất ổn của bạn gái nên bắt đầu ngoại tình với Lý Đề; và thứ hai, cuộc đàn áp sinh viên xảy ra tại Quảng Trường Thiên Môn và khuôn viên trường Bắc Khánh. Giữa lúc ấy, Hiếu Quân (do Thôi Lâm đóng), bạn trai cũ của Dư Hồng từ Đô Môn đến và đưa cô đi, Dư Hồng quyết định mình sẽ bỏ đại học.
Sau đó diễn biến phim trôi nhanh qua nhiều năm, Lưu Diệp kể xen kẽ cuộc hành trình của ba nhân vật chính với cảnh tin tức kết thúc Chiến tranh Lạnh và vụ chuyển giao Hồng Kông năm 1997. Dư Hồng một lần nữa rời Đồ Môn, lần lượt đặt chân đến Thâm Quyến và thành phố Vũ Hán, trong khi Lý Đề và Nhược Cổ chuyển tới Berlin. Do không thể quên được Châu Vỹ, Dư Hồng tìm đến những quan hệ tình ái trống rỗng với một đàn ông đã kết hôn và một nhân viên thư phòng tốt bụng song trầm tính. Phim xoay quanh sự bất mãn của cô với xã hội và việc cô sử dụng tình dục nhằm thỏa mãn bản thân. Sau cùng khi phát hiện mình có bầu, Dư Hồng đi phá thai và chuyển đến Trùng Khánh rồi kết hôn ở đây.
Trong khi ấy, Lý Đề, Nhược Cổ và Châu Vỹ sống bình lặng ở Berlin dưới dạng dân nhập cư. Trong khi Lý Đề và Châu Vỹ thỉnh thoảng làm tình, Lý dần nhận ra Châu không hề yêu cô. Mặc dù ba người bạn tỏ ra vẻ ngoài hạnh phúc, nhưng khi Châu Vỹ định trở về quê nhà Trung Quốc và định cư ở Trùng Khánh, Lý Đề đột nhiên tự tử. Ở Trùng Khánh, anh liên lạc với các bạn học cũ để tìm địa chỉ email của Dư Hồng. Sau hơn 10 năm, Châu Vỹ và Dư Hồng có lần cuối hội ngộ tại thành phố nghỉ mát Bắc Đới Hà. Trong lúc ôm hôn, họ hỏi nhau "Giờ thì sao đây?" Khi Dư Hồng lấy cớ mua đồ uống để rời đi, Châu Vỹ hiểu rằng họ không bao giờ có thể ở bên nhau nữa và cũng rời đi nốt.

## Diễn viên
- Hác Lôi vai Dư Hồng – nữ chính của bộ phim, một nữ sinh tại trường Đại học Bắc Khánh, xuất thân từ một thị trấn nhỏ của huyện Đồ Môn, Diên Biên, nằm ở biên giới của Triều Tiên với Trung Quốc. Dư Hồng là một cô gái trẻ bướng bỉnh và khao sống mãnh liệt hơn. Mối tình của cô với nhân vật Châu Vỹ là nền tảng của bộ phim. Lâu Diệp chọn Hác Lôi từ hơn 400 ứng viên vì cô là người duy nhất từ chối ông, nữ diễn viên lo sợ rằng những cảnh nóng trong phim sẽ làm hủy hoại quan hệ tình cảm của cô. Như Lâu sau này kể lại, "Đó là điều Dư Hồng sẽ nói, vì thế tôi phải để cô ấy đóng nhân vật này." Toàn bộ ê-kíp làm phim đã kiên nhẫn chờ đợi Hác Lôi nhận lời, lâu đến mức Lưu Diệp (lựa chọn đầu tiên cho vai Châu Vỹ) bỏ dự án. Hác rất cảm động và nhận lời, song vì thế mà mối quan hệ của cô với diễn viên Đặng Siêu đã chấm dứt.[6][7] Trong bộ phim Phù thành mê sự (2012), Lâu đã tái hợp tác với Hác.[8]
- Quách Hiểu Đông vai Châu Vỹ – người tình của Dư Hồng, một sinh viên khác ở cùng trường cô. Châu Vỹ là một trí thức, vừa yêu Dư Hồng sâu đậm vừa có thói trăng hoa. Khi các cuộc biểu tình ở Thiên An Môn nổ ra, anh cùng các bạn sinh viên khác đã tham gia biểu tình.
- Hồ Linh vai Lý Đề – là người bạn thân của Dư Hồng, sau trở thành tình địch của cô. Lý Đề theo học chuyên ngành ngôn ngữ Anh ở cùng trường, là người đầu tiên kết bạn với Dư Hồng vốn lầm lỳ, ít nói.
- Trương Hiến Dân vai Nhược Cổ – bạn trai của Lý Đề, một sinh viên du học ở Berlin.
- Thôi Lâm vai Hiếu Quân – bạn trai thời trung học ở quê của Dư Hồng.
- Bạch Tuyết Vân vai Vương Ba – tình nhân của Dư Hồng ở Vũ Hán.
- Tằng Mỹ Huệ Tư vai Đông Đông, bạn cùng phòng trọ của Dư Hồng

## Nhạc phim
Nhà soạn nhạc người Iran Peyman Yazdanian là tác giả nhạc nền của bộ phim. Phim còn sử dùng một số bài hát từ khắp nơi trên thế giới, trong đó có một bài của diễn viên-ca sĩ Hác Lôi (mà cô thu âm cho vở kịch Luyến ái đích tế ngưu vào năm 2003):
- "Yangqi" (氧气; "Oxygen") thể hiện bởi Hác Lôi
- "Qingchun Wuqu" (青春舞曲; "Vũ khúc thanh xuân") của La Đại Hữu
- "Don't Break My Heart" của Đậu Duy (Báo Đen)
- "Can't Take My Eyes Off You" thể hiện bởi Andy Williams
- "Seven Little Girls Sitting in the Backseat" thể hiện bởi Paul Evans
- "Mickey" thể hiện bởi Toni Basil
- "In Yeon" (인연; "Fate") của Ha Dong-jin
- "Sólo por tu amor" thể hiện bởi Manuel Franjo
- "Suliko" thể hiện bởi gia đình Chikovani

## Phát hành

### Chiếu rạp
Di Hoà Viên có buổi chiếu ra mắt tại Liên hoan phim Cannes vào ngày 18 tháng 5 năm 2006, một năm sau thì được công chiếu ở Pháp vào ngày 18 tháng 4 năm 2007 bởi đơn vị Océan Films, dưới tựa Une Jeunesse Chinoise ("Tuổi trẻ Trung Quốc"). Tác phẩm ra mắt ở Mỹ tại Liên hoan phim Mill Valley vào ngày 10 tháng 10 năm 2006, và có suất chiếu hạn chế bắt đầu vào ngày 18 tháng 1 năm 2008 thông qua đơn vị phân phối Palm Pictures.

### Băng đĩa tại gia
Di Hoà Viên được phát hành trên DVD Vùng 2 tại Pháp vào ngày 28 tháng 1 năm 2008. Bản đĩa đơn có một thước phim nguyên bản bằng tiếng Quan thoại cùng phụ đề tiếng Pháp, cùng với những tính năng đặc biệt như phim tài liệu, một thước phim về kiểm duyệt, những ghi chú về bộ phim của Lâu Diệp, tiểu sử dàn diễn viên và ê-kíp làm phim. Một đĩa DVD vùng 1 được phát hành ở Mỹ vào ngày 11 tháng 3 năm 2008 bởi Palm Pictures.

## Đón nhận
Di Hoà Viên được trình chiếu tại nhiều liên hoan phim quốc tế, đáng chú ý nhất là Cannes; đây là bộ phim châu Á duy nhất tranh cử danh hiệu Cành cọ vàng năm ấy. Tuy nhiên, Cành cọ sau cùng thuộc về bộ phim Ireland The Wind That Shakes the Barley do Ken Loach đạo diễn. Bên cạnh Cannes, Di Hoà Viên còn có mặt ở một số liên hoan phim quốc tế hàng đầu như Toronto và Mill Valley.
Đa số các nhà phê bình đánh giá bộ phim tích cực, họ nhắc đến tham vọng và mục tiêu của phim cùng lời phàn nàn phổ biến nhất là thời lượng phim dài quá mức (140 phút). Derek Elley của tạp chí Variety nhận xét phim có "nửa tiếng quá dài." Trong khi ấy, The Daily Telegraph cũng phàn nàn "30 phút quá dài", nhưng nhận xét bộ phim là một tác phẩm "thô ráp và đáng lo ngại." The Guardian còn nhận thấy tác phẩm "quá dài và quanh co," song cũng "mang không khí [và] phong cách."
Nhật báo The New York Times đã đưa ra một bài đánh giá đặc biệt sôi nổi về bộ phim bằng lời nhận xét của cây bút A. O. Scott: "...[mặc dù] dài tới 2 tiếng 20 phút, 'Di Hoà Viên' diễn ra với tiết tấu nhanh và đảo phách của một bài hát nhạc pop. Giống như Jean-Luc Godard ở thập niên 1960, Lâu ưa thích những góc máy theo dõi nghẹt thở và kĩ thuật jump cut sinh động, và giống như của Godard, máy quay của ông bị hấp dẫn bởi vẻ đẹp của phụ nữ."
Tác phẩm đã được phát hành không dán nhãn chiếu ở Mỹ. Nhiều phê bình điện ảnh Mỹ miêu tả Di Hoà Viên là một trong những bộ phim tình dục trần trụi nhất trong nhiều năm qua; nhà phê bình David Denby của báo The New Yorker lưu ý rằng ông chưa bao giờ xem một bộ phim có nhiều cảnh ân ái tới vậy, tuy nhiên ông cũng lưu ý những cảnh ấy không phải là khiêu dâm, tức là chưa bao giờ bị tách biệt khỏi cảm xúc. Học giả nữ quyền Hồng Kông Evelyn Wan nhận định rằng "những cảnh ân ái quá mức" vừa gây khó chịu, vừa truyền tải thật hiệu quả cái "cảm giác bất an và hoang mang" của các nhân vật chính.

### Cấm chiếu
Bộ phim tham gia tranh giải ở Liên hoan phim Cannes 2006 song không giành được giải thưởng nào. Dù Di Hoà Viên là phim châu Á duy nhất tranh cử Cành cọ vàng, Lâu Diệp và các nhà sản xuất không nhận được sự cho phép của các nhà kiểm duyệt Trung Quốc, do đó vướng vào cuộc kiểm duyệt chính thức của Tổng cục Quảng bá Phát thanh Truyền hình Quốc gia Trung Quốc (SARFT). Cuối cùng Lâu và nhà sản xuất Nại An bị chính phủ Trung Quốc cấm làm phim trong 5 năm. Bên cạnh các nhà làm phim, Di Hoà Viên nghiễn nhiên bị cấm chiếu khi SARFT từ chối cấp chứng chỉ phân phối tại Đại lục vì bộ phim không đáp ứng tiêu chuẩn chính thức về chất lượng hình ảnh và âm thanh.